# Viaduct van Landelies
Het viaduct van Landelies is een liggerbrug gelegen ter hoogte van Goutroux. De brug maakt deel uit van de ringweg R3 om Charleroi en overspant spoorlijn 130A.